# Cmentarz mariawicki w Lublinie
Cmentarz mariawicki w Lublinie – nekropolia parafii Kościoła Starokatolickiego Mariawitów pw. Matki Boskiej Nieustającej Pomocy położona na obrzeżach Lublina w dzielnicy Bazylianówka, w okolicy skrzyżowania ulicy Mariańskiej z ulicą Stanisława Węglarza.
W 1906 lubelscy mariawici kupili od właściciela podlubelskiego folwarku Bazylianówka kawałek ziemi z zamiarem utworzenia tam cmentarza dla współwyznawców. Cmentarz jest niewielki i znajduje się przy ulicy Bazylianówka. W granicach Lublina teren ten znajduje się dopiero od lat 80. XX w. Cmentarz obecnie jest bardzo zaniedbany, ogrodzenie cmentarza w zasadzie w ogóle nie istnieje, co sprawia, że cenne nagrobki stają się coraz częściej obiektem ataków wandali. Społeczność mariawicka nie jest w stanie zebrać odpowiedniej kwoty pieniędzy na zabezpieczenie terenu.
Od 2010 cmentarzem opiekują się skazani odsiadujący wyroki w lubelskim areszcie. Kilka razy w roku odbywa się kompleksowa akcja porządkowania terenu i ochrony zieleni. W dalszej perspektywie planuje się ogrodzenie terenu cmentarza.
Na cmentarzu pochowani są m.in.:
- kpł. Andrzej Maria Romuald Gawrysiak – długoletni proboszcz parafii w Lublinie
- kpł. Stanisław Maria Fidelis Szokalski – proboszcz parafii w Prędocinie i Lublinie